# Festival international du film de Transylvanie 2020
Le festival international du film de Transylvanie 2020, 19e édition du festival, se déroule du 31 juillet au 9 août 2020.

## Déroulement et faits marquants
Le 8 août 2020, le palmarès est dévoilé : le film Babyteeth de Shannon Murphy remporte le Trophée Transilvania et le prix du public. Le Prix du meilleur réalisateur est remis à Tim Mielants  pour Patrick et Zheng Lu Xinyuan pour The Cloud in Her Room. Le prix de la meilleure interprétation revient à Evguenia Gromova pour son rôle dans La Fidélité.

## Jury
- Ada Solomon, productrice roumaine
- Adina Pintilie, réalisatrice roumaine
- András Hatházi, acteur roumain
- Csaba Székely, dramaturge hongrois
- Philip Ó Ceallaigh, romancier irlandais

## Sélection

### En compétition officielle
- The Valley of Souls (Tantas Almas) de Nicolás Rincón Gille  Colombie
- Supernova de Bartosz Kruhlik  Pologne
- Patrick de Tim Mielants  Belgique
- Rialto de Peter Mackie Burns  Irlande
- Wildland (Kød & Blod) de Jeanette Nordahl  Danemark
- Babyteeth de Shannon Murphy  Australie
- Jumbo de Zoé Wittock  Belgique
- Fidélité (Верность) de Niguina Saïfoullaeva  Russie
- A Hairy Tale (Maskhare Baz) de Amir Homayoun Ghanizadeh  Iran
- The Cloud in Her Room (她房间里的云, Tā fángjiān lǐ de yún) de Zheng Lu Xinyuan  Chine
- Defunct (Απόστρατος) de Zacharias Mavroeidis  Grèce
- Sister (Sestra) de Svetla Tsotsorkova  Bulgarie

### Film d'ouverture
- La Belle Époque de Nicolas Bedos

### Film de clôture
- Effacer l’historique de Benoît Delépine et Gustave Kervern

## Palmarès
- Trophée Transilvania : Babyteeth de Shannon Murphy
- Meilleure réalisation (ex æquo): Tim Mielants  pour Patrick et Zheng Lu Xinyuan pour The Cloud in Her Room
- Prix spécial du jury : Sister de Svetla Tsotsorkova
- Prix de la meilleure interprétation : Evguenia Gromova pour son rôle dans Fidélité
- Prix du public :  Babyteeth de Shannon Murphy
- Prix d'excellence : Maria Ploae